# 春日井バイパス

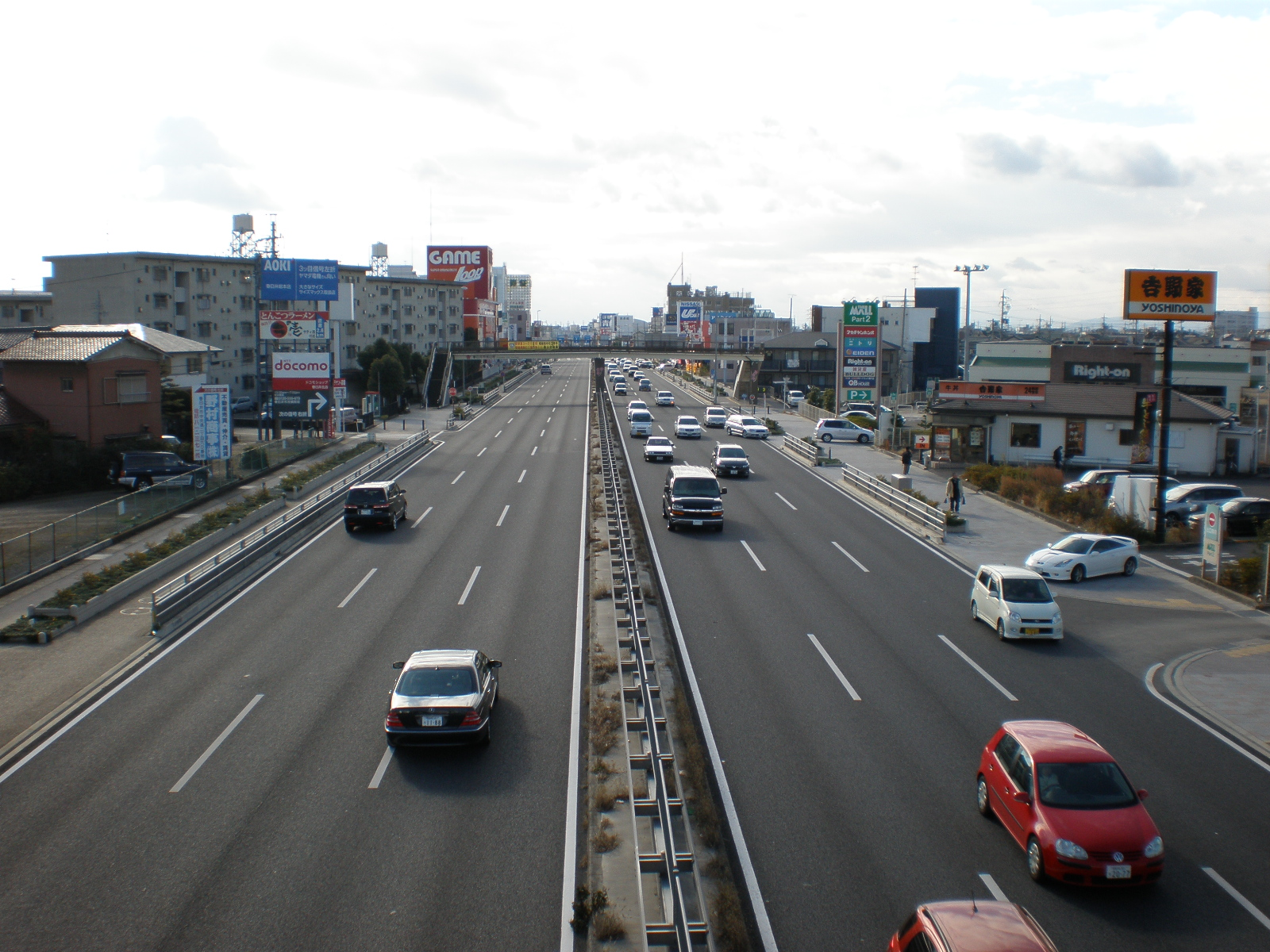
春日井市六軒屋町・浅山町三丁目

春日井バイパス（かすがいバイパス）は、愛知県春日井市内を南北に貫く国道19号のバイパスである。

## 概要
1972年7月に全線開通。開通当初はコンクリート舗装を採用している区間が多かったが、現在は一般的なアスファルト舗装となっている。
当初は坂下交差点を境界に名古屋側が片側2車線、多治見側が同1車線だったがその後改良され、春日井インター東交差点から名古屋方面が3車線、同交差点から坂下町6丁目交差点間が多治見側が多治見方面行きが2車線、名古屋方面行きが3車線となった。また、歩道のバリアフリー化、自転車通行部分の設置も進められている。立体交差については多くが交差交通用であり、本線の大半は平面処理交差点となっている。

## 接続する道路
- 国道302号（名古屋環状2号線）
- 春日井IC：東名高速道路
- 国道155号（小牧一宮バイパス、北尾張中央道）
- 国道155号（現道）

## 通称名
- 瑞穂通り（春日井市）
- 若草通り（春日井市）
- 大和通り（春日井市）

## ギャラリー

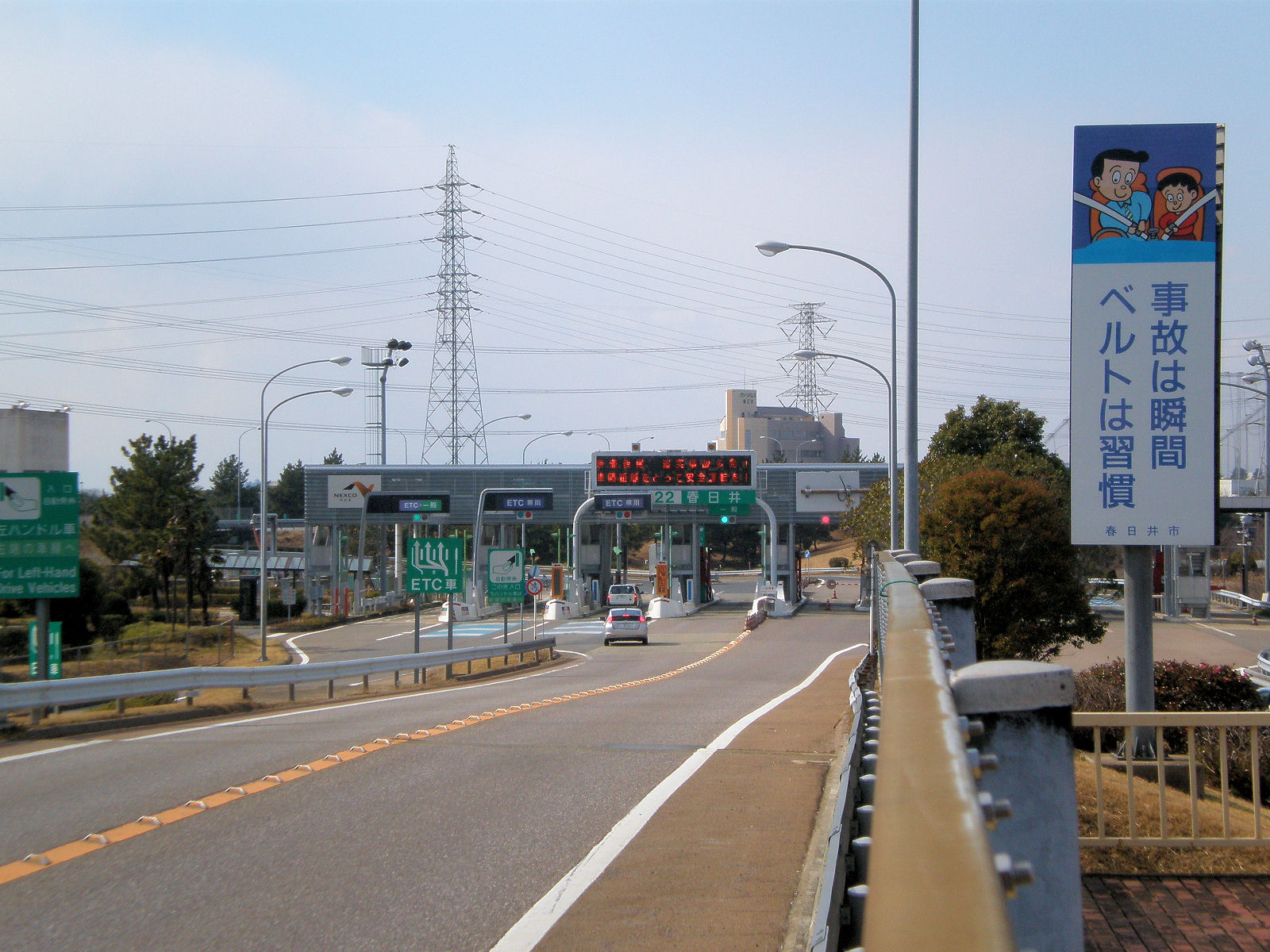
東名高速道路 春日井IC
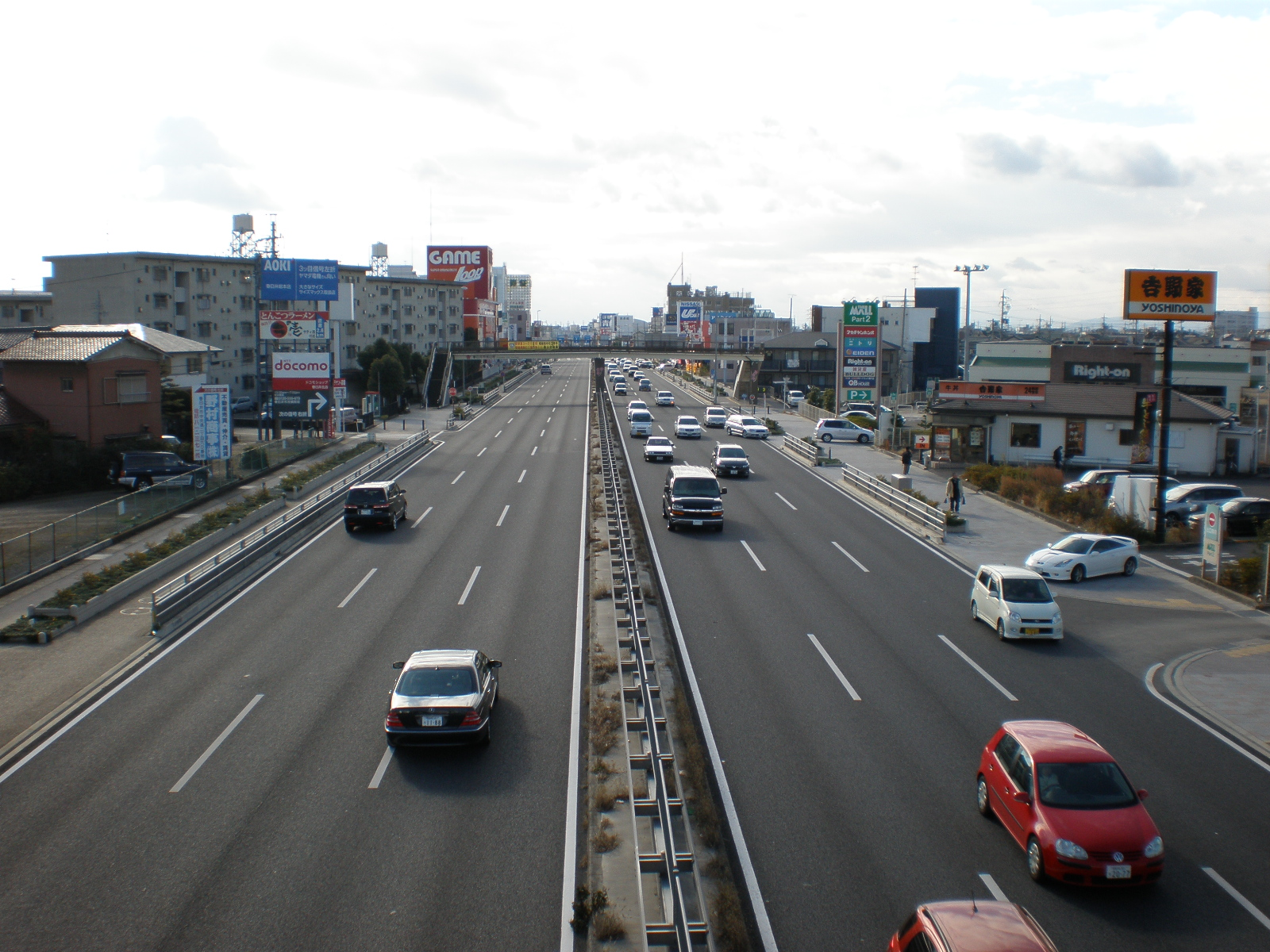
国道19号 名古屋方面
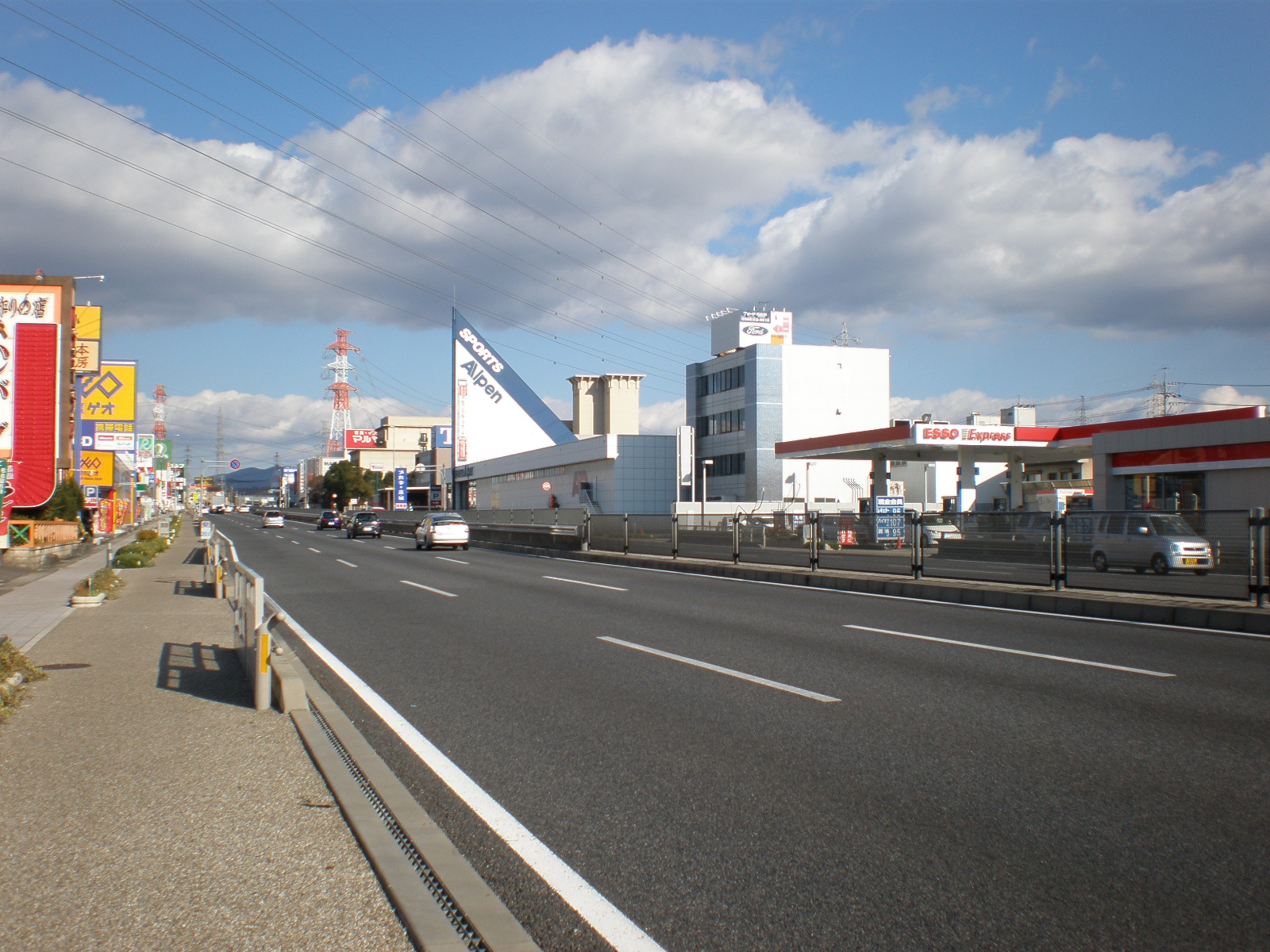
国道19号 多治見方面
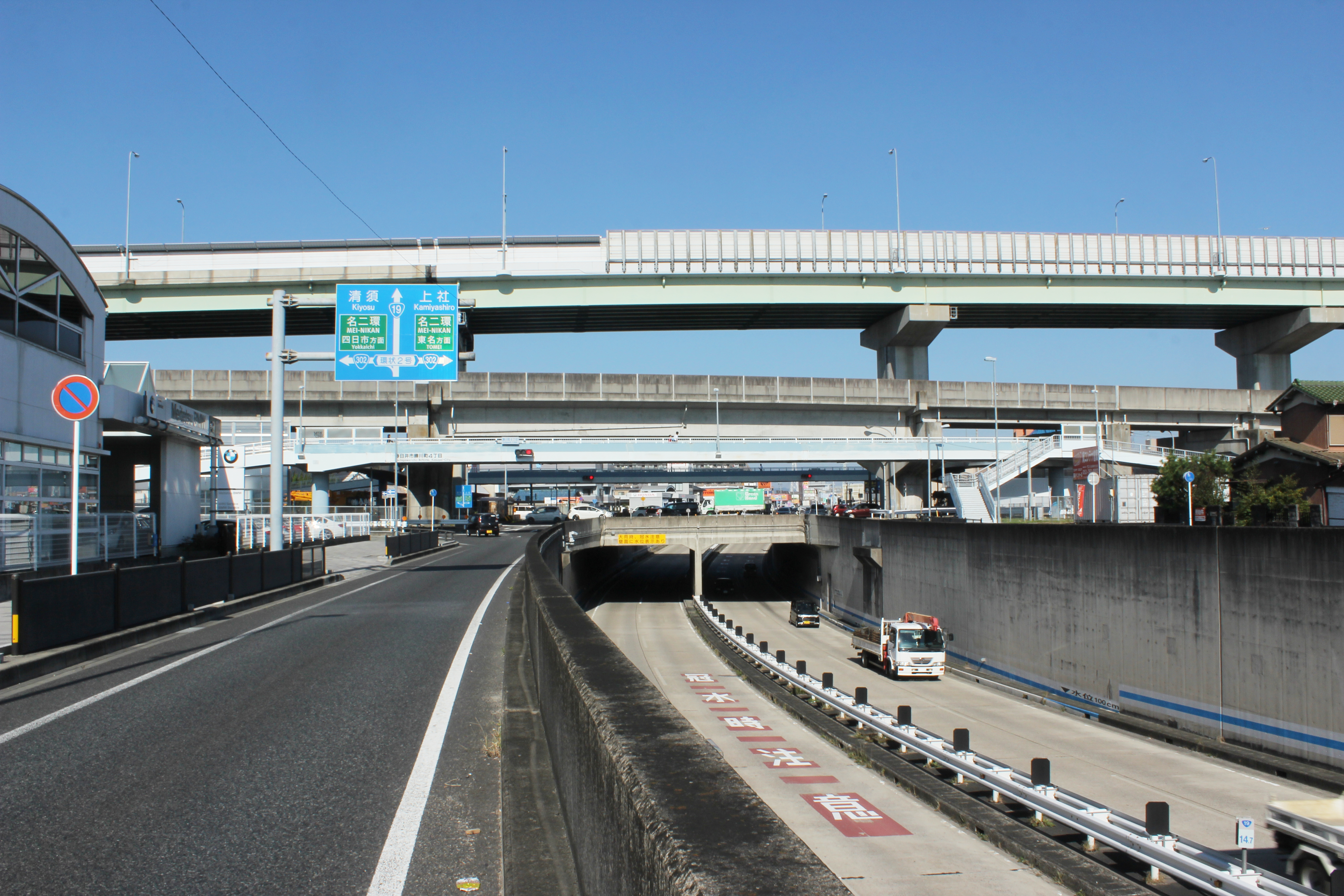
国道302号（名古屋環状2号線）・名古屋第二環状自動車道（名二環）をアンダーパスする国道19号